# Luganville
Luganville is de hoofdstad van de Vanuatuaanse provincie Sanma en is gelegen aan de zuidoostkust van het eiland Espiritu Santo, het grootste van het land. Met circa 16.000 inwoners is Luganville de tweede stad van Vanuatu. De plaats is daarnaast een van 's lands belangrijkste havensteden.

## Naam
Luganville wordt vaak Santo genoemd, een naam die verwijst naar het eiland waarop de stad ligt. Lokaal is ook de naam Canal in gebruik, een afkorting van de koloniale naam Canal du Segond, die dan weer sloeg op de baai waaraan de plaats gelegen is. De huidige, officiële naam Luganville verwijst naar een kapitein die Lugan heette. 

## Geschiedenis
In de koloniale tijd won Luganville voor de Fransen sterk aan belang, omdat het de ideale plaats was om grote kokosnootplantages voor de productie van kopra aan te leggen.

### Tweede Wereldoorlog
Tijdens de Tweede Wereldoorlog nam het belang van de stad opnieuw een hoge vlucht, toen de Amerikanen ze als uitvalsbasis gebruikten voor al hun operaties in de westelijke Stille Oceaan. Tienduizenden Amerikaanse militairen waren destijds in de stad gelegerd, en de Noord-Amerikanen beschikten er over een droogdok, een grote kade en drie militaire luchthavens (voornamelijk gebruikt door B-17 Flying Fortress-bommenwerpers). Na het einde van de Tweede Wereldoorlog lukte het de Amerikaanse regering niet haar achtergebleven oorlogsmaterieel aan de koloniale regering te verkopen. Om vervoerskosten te sparen, besloot men daarop al het wapentuig, waaronder vrachtwagens, schepen en munitie, ten oosten van Luganville even uit de kust tot zinken te brengen. Vandaag de dag geldt dit Million Dollar Point als een van de beste duikplekken in de Stille Oceaan. Enkele kilometers verder bevindt zich het wrak van het troepentransportschip US President Coolidge. Op het land is deze episode van Vanuatu's geschiedenis zichtbaar door de stille aanwezigheid van bunkers en van vele Quonsethutten (geprefabriceerde militaire barakken) die nog over de stad verspreid liggen, met name aan de aanlegsteiger en bij het Unity Park. Van de drie militaire vliegvelden wordt alleen Luganville Airfield, tegenwoordig de Internationale Luchthaven Santo-Pekoa, nog gebruikt.

### Onafhankelijkheid
Tot de onafhankelijkheid van Vanuatu in 1980 bleef Luganville economisch relevanter dan hoofdstad Port Vila, maar nog voor deze zelfstandigheid werd Luganville het bolwerk van de oppositie tegen de kersverse centrale machthebbers in de hoofdstad. In mei 1980 werd het de hoofdplaats van het kortstondige staatje Vemarana, een niet-erkende natie die bestond uit het eiland Espiritu Santo en in juli 1981 ophield te bestaan. Deze rebelse geschiedenis ligt aan de basis van het verlies aan belang dat Luganville sinds de jaren 80 van de vorige eeuw doormaakt. 700 Fransen werden in de beginjaren van de onafhankelijkheid "gerepatrieerd" naar Nieuw-Caledonië, de meeste kokosnootplantages werden geconfisqueerd of voor een appel en een ei verkocht en maakten plaats voor zelfvoorzieningslandbouw.

## Geografie en stadsbeeld
Luganville ligt aan de monding van de Sarakatarivier in de baai Canal du Segond (Engels: Segond Channel). Recht tegenover de stad ligt het eiland Aore, waardoor het centrum eerder aan een soortement kanaal dan aan open zee ligt. De centrale laan, die bijzonder breed is omdat Amerikaanse legervrachtvoertuigen er met vier tegelijk over moesten konden rijden, huisvest aan beide kanten een heel aantal winkels (hoofdzakelijk uitgebaat door Chinezen), restaurants, motels en overheidsgebouwen. Deze weg verbindt de haven met het stadhuis en het marktplein. Aan de buitenrand van de stad is de verwerkende industrie prominent aanwezig, zoals een olieslagerij, drie zagerijen en een vleesconservenfabriek.

## Demografie
De bevolking van Luganville is vrij divers. Naast een meerderheid van autochtone Vanuatuanen, zowel uit Luganville zelf, uit andere delen van Espiritu Santo als uit de rest van het land, wonen er significante aantallen etnische Chinezen en Europeanen.

## Economie en infrastructuur
Vandaag de dag is Luganville de enige echte stad in het noorden van het land, en draait haar economie voornamelijk op de export van kopra, hout, cacao, koffie en tonijn. Het toerisme wint echter aan belang; hierbij speelt een eigen internationale luchthaven een belangrijke rol. De handelshaven van Luganville is van nationaal belang en houdt zich bezig met het overslaan van voorvermelde goederen.
Naast het centrale marktplein, dat nabij een brug over de Sarakata ligt en als toeristische attractie geldt, zijn er nog diverse kleinere markten in de stad, waar voornamelijk goedkoop fruit, groenten, dranken en andere levensmiddelen worden aangeboden. Luganville beschikt over het op een na grootste ziekenhuis van het land, het Northern District Hospital. In dit ziekenhuis worden geregeld ook bewoners van de andere noordelijke eilanden verzorgd. 
Een viertal banken heeft vestigingen in de stad. Breedbandinternet is in Luganville beschikbaar sinds 2006.

## Bezienswaardigheden
- Het Lysepsep Culture Park leert de bezoeker meer over de Lysepsep, volgens de legende de oorspronkelijke bewoners van Espiritu Santo.
- Het Million Dollar Point is volgens reisgidsenuitgeverij Lonely Planet de belangrijkste bezienswaardigheid van de stad.
- In het Rotary Park, waar de boten richting het resorteiland Bokissa vertrekken, worden barbecues gehouden.
- Het schaduwrijke Unity Park biedt panorama's op de oceaan.

## Vervoer

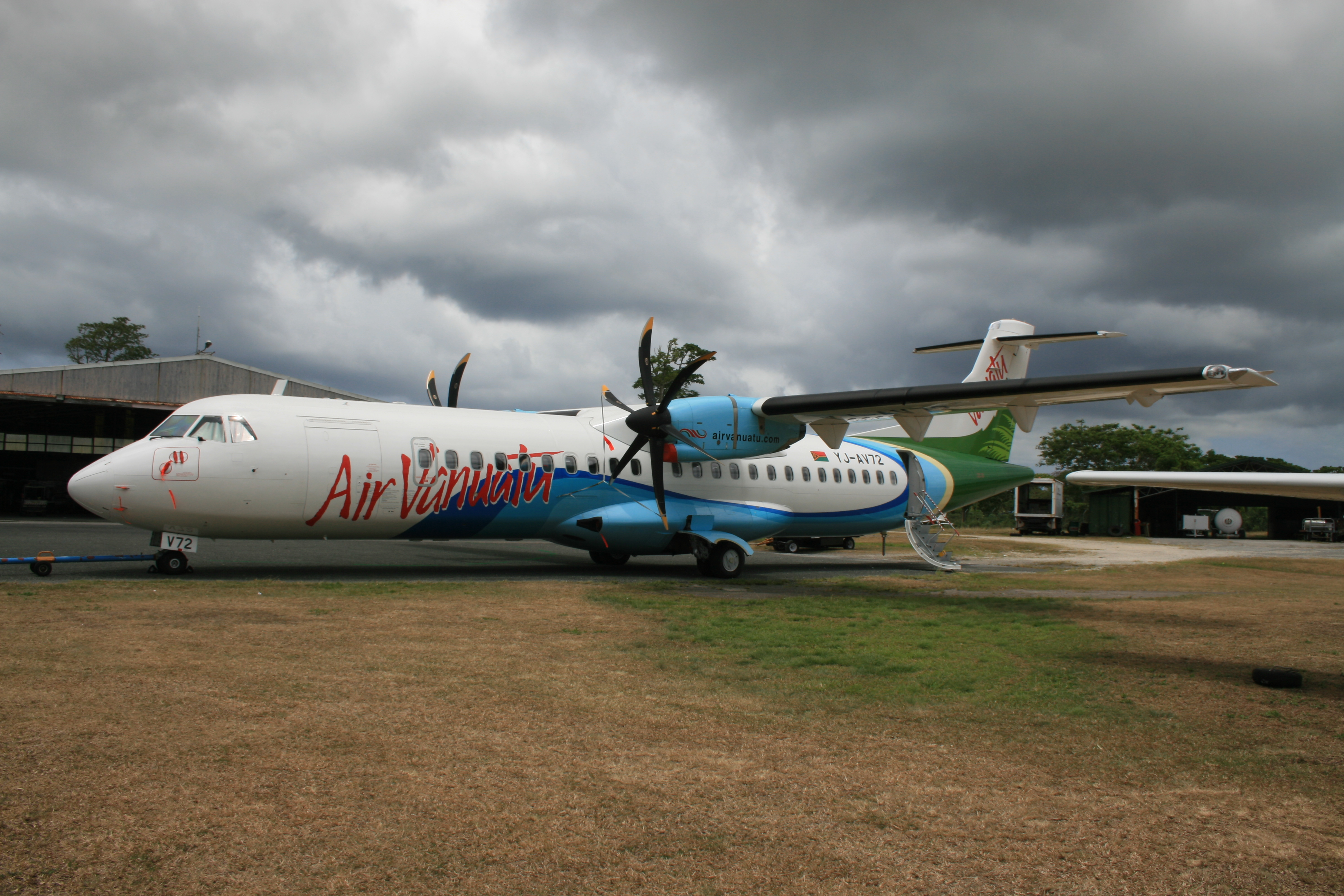
ATR 72 van Air Vanuatu

Luganville huisvest de Internationale Luchthaven Santo-Pekoa (IATA-code: SON), sinds 2007 de enige andere internationale luchthaven van het land naast die van Port Vila. De Vanuatuaanse nationale luchtvaartmaatschappij Air Vanuatu verzorgt er rechtstreekse verbindingen met Gaua, Longana, Lonorore, Norsup, Olpoi, Port Vila en Walaha en met de Australische steden Brisbane en Sydney.
De laatste jaren is ook het lokale vervoer — taxi's, bussen en openbaarvervoervrachtwagens — in en rond Luganville fel verbeterd.

## Jumelage
- Honiara (Salomonseilanden)
- Port Vila (Vanuatu)

## Trivia
- De Amerikaanse schrijver James A. Michener schreef tijdens zijn militaire dienst in Luganville enkele kortverhalen over het leven in de zuidelijke Stille Oceaan, die hij verwerkte in zijn latere roman Tales of the South Pacific. Op basis van dit boek ontstond in 1950 de musical South Pacific.

Isangel · Lakatoro · Luganville · Port Vila · Saratamata · Sola